# Sochchora mulinus
Sochchora mulinus là một loài bướm đêm thuộc họ Pterophoridae. Nó được tìm thấy ở Brasil.
Sải cánh dài khoảng 10 mm. Con trưởng thành bay vào tháng 11.